# Суперконтинент
Су́перконтине́нт, также све́рхматери́к — континент, содержащий всю или почти всю континентальную кору планеты. Таким образом, в эпоху существования суперконтинента на Земле бо́льшая часть суши объединена в непрерывный массив, что сказывается на климатических процессах и развитии жизни.

## Суперконтинентальные циклы

Перемещение континентов за последние 250 миллионов лет

Научные представления о возникновении, развитии и перемещении материков позволяют примерно реконструировать географию прежних геологических эпох. Согласно этим исследованиям, существует так называемый суперконтинентальный цикл, в котором континентальные блоки с периодичностью около 600 млн лет проходят фазу сверхматерика, сменяющуюся фазой раздробленности. Существуют гипотезы, связывающие суперконтинентальный цикл с периодическим переходом мантии Земли от одноячеистой системы циркуляции, когда все нисходящие потоки направлены под суперконтинент, к двуячеистой системе течений.
Современные материки составляли сверхконтинент Пангею приблизительно 335—175 млн лет назад. Текущая геологическая эпоха принадлежит фазе раздробленности, пик которой пришёлся на меловой период. На основе экстраполяции текущих геологических процессов предполагается, что через 100—200 млн лет суша снова соберётся в единый массив. Сформировавшаяся в кайнозое Евразия — основа будущего сверхматерика. Наблюдаемое движение Африки позволяет утверждать, что уже через 15—20 млн лет она также будет составлять единое целое с Европейской частью Евразии, и на месте Средиземного моря сначала возникнет соляная пустыня, а потом возвысятся горные цепи, не уступающие Гималаям. Австралия также, вероятнее всего, через 60 млн. лет примкнёт к Азиатской части Евразии. Прогнозы о дальнейших тектонических процессах, оценки факторов, которые будут влиять на движения континентов, разнятся у исследователей, поэтому существует несколько моделей складывания будущего сверхконтинента: 
- Пангея Ультима,
- Амазия
- Неопангея.

Но все они предполагают образование суперконтинента через ≈200 млн лет.

## Древние суперконтиненты

Пангея. Середина верхнего триаса — 220 миллионов лет назад

Сегодня количество континентальной коры в архее не известно: возможно, существовали блоки суши, ныне явно не представленные в литосфере. Тем не менее вероятно, что континентальная кора начала образовываться в архее и достигла близких к современным площадей в течение протерозоя, так что первые суперконтиненты не были большими массивами, но называются так согласно определению — потому что содержали практически всю континентальную кору своей эпохи.
- Ваальбара (≈3,6 миллиарда лет назад)
- Ур (≈3,1 миллиарда лет назад)
- Кенорланд (≈2,7 миллиарда лет назад)
- Колумбия (≈1,8—1,5 миллиарда лет назад)
- Родиния (≈1,1—0,75 миллиарда лет назад)
- Паннотия (≈600—540 миллионов лет назад)
- Лавруссия (≈300 миллионов лет назад)
- Пангея (≈300—180 миллионов лет назад)

## Возможные будущие суперконтиненты
Учёные предсказывают образование очередного суперконтинента спустя сотни миллионов лет. Африка сольётся с Европой, Австралия и дальше будет двигаться на север и объединится с Азией, а Атлантический океан после некоторого расширения исчезнет вовсе. Из-за приближения Африканской плиты вырастут горные системы — Альпы и Пиренеи.
- Австралия — Афроевразия (через ≈60 миллионов лет) — Австралия столкнётся с восточной Азией с образованием горной цепи, сравнимой с существующей в Гималаях.
- Австралия — Антарктида — Афроевразия (через ≈130 миллионов лет). Антарктида объединится с южной Австралией или Азией, которые к тому моменту будут составлять один суперконтинент.
- Пангея Ультима, Амазия либо Новопангея (через ≈200—250 миллионов лет)[3].